# Karthago
A Karthago Máté Péter-díjas magyar rockegyüttest 1979-ben Szigeti Ferenc alapította. Minden idők legjelentősebb magyar rockzenekarai között foglal helyet. Legendává különösen az emblematikussá vált, habár a zenekar kemény stílusára kevéssé jellemző rock-ballada–himnusz, a Requiem c. dal kapcsán váltak, mely egy 1981-es székesfehérvári koncertjükön történt halálesethez kapcsolódik.

## Története
A zenekar az 1980-as évektől Magyarország és Közép-Európa egyik legnépszerűbb rockegyüttese. Különleges, úgynevezett amerikai típusú west coast (AOR) zenéjükkel, amely kemény rockalapra dús, ötszólamú vokállal és dallamos énekvezetéssel hangszerelt dalokból áll, 1979-től, néhány hónap alatt valamennyi slágerlistát meghódították.
1979 augusztusában a Magyar Rádió Made in Hungary című könnyűzenei bemutatóján léptek fel a Csak egy szót akarok és A fények, a hangok, az árnyak c. dalukkal. 1979-ben – kezdeti stúdió-ujjgyakorlatként – Máté Péter és Zalatnay Sarolta egy-egy nagylemezének zenei kíséretét készítették el, mindkét album 1980 elején jelent meg.
A zenekar első nagylemeze Karthago címmel, 1981-ben jelent meg, és 178 000-es rekord példányban fogyott el. Az albumborítón egy, a szeméből lézersugarakat lövellő elefánt látható, asszociációként a pun háborúk zseniális, harci elefántokat használó karthágói Hannibál fővezérére. Az állat azután az együttes egyfajta címerállata lett, és későbbi albumborítókon, sőt a dalszövegeikben is felbukkant.
Az első lemezt több hasonlóan sikeres stúdióalbum követte, valamint koncertlemezek, számtalan kislemez és rádiófelvétel, majd egy Aranyalbum, egy Best of… album, és A Karthago él című dupla élő koncertalbum az 1997-es BS-koncertről, majd még két koncertlemez és DVD a későbbi Aréna koncertekről.
1983-ban az együttes a Requiem című dallal megnyerte az ausztriai Villachban a Nemzetközi Táncdalfesztivál nagydíját, ezt követően szerződést kötött az osztrák OK Musica (Teldec Company) lemeztársasággal. Két nagylemezük jelent meg a kiadóval Nyugat-Európában, amelyből az első, a Requiem című, Ausztriában aranylemez lett. A nemzetközi nyitást részben a hazai zeneszakma (amely ebben az időben gyakorlatilag egy személyben dr. Erdős Péterből állt) értetlensége okozta: a dal refrénjét és a dalszöveg elemeit – „Ugye eljössz még, ha hallod majd az elefántdübörgést”; „elindult a fiú a fények útján” – Erdős Péter könnyűdrogos, pszichedelikus élmények feldolgozásának (illetve reklámozásának) tartotta, és a lemezkiadást célzó megbeszélésen kifejtette a zenekarvezetőnek, miszerint a lemezt, amelyen a Requiem is rajta van, nem fogják ugyan betiltani, de semmiféle promócióban és egyéb támogatásban sem részesülhet. Végül a Requiem kislemezként, üres fehér borítóval jelent meg, ennek ellenére óriási közönségsikert aratott, aranylemez lett, az együttesnek minden koncerten „kötelező” lett játszania. A kvázi tiltásnak mindössze annyi valóságalapja volt, hogy a dal egy fiúról szólt, aki a zenekar egyik korábbi koncertjén egy Parkán nevű gyógyszert és alkoholt is fogyasztott, emiatt szívrohamban meghalt: a dalt az ő emlékére írta Szigeti Ferenc.
A koncertjeik Magyarországon, Ausztriában, az NSZK-ban, Kubában, valamennyi volt szocialista országban és az egykori Szovjetunióban komoly eseménynek, rendkívüli látványosságnak és nagy sikernek számítottak és számítanak ma is. Összesen kb. 6000 koncertet adtak fennállásuk alatt.

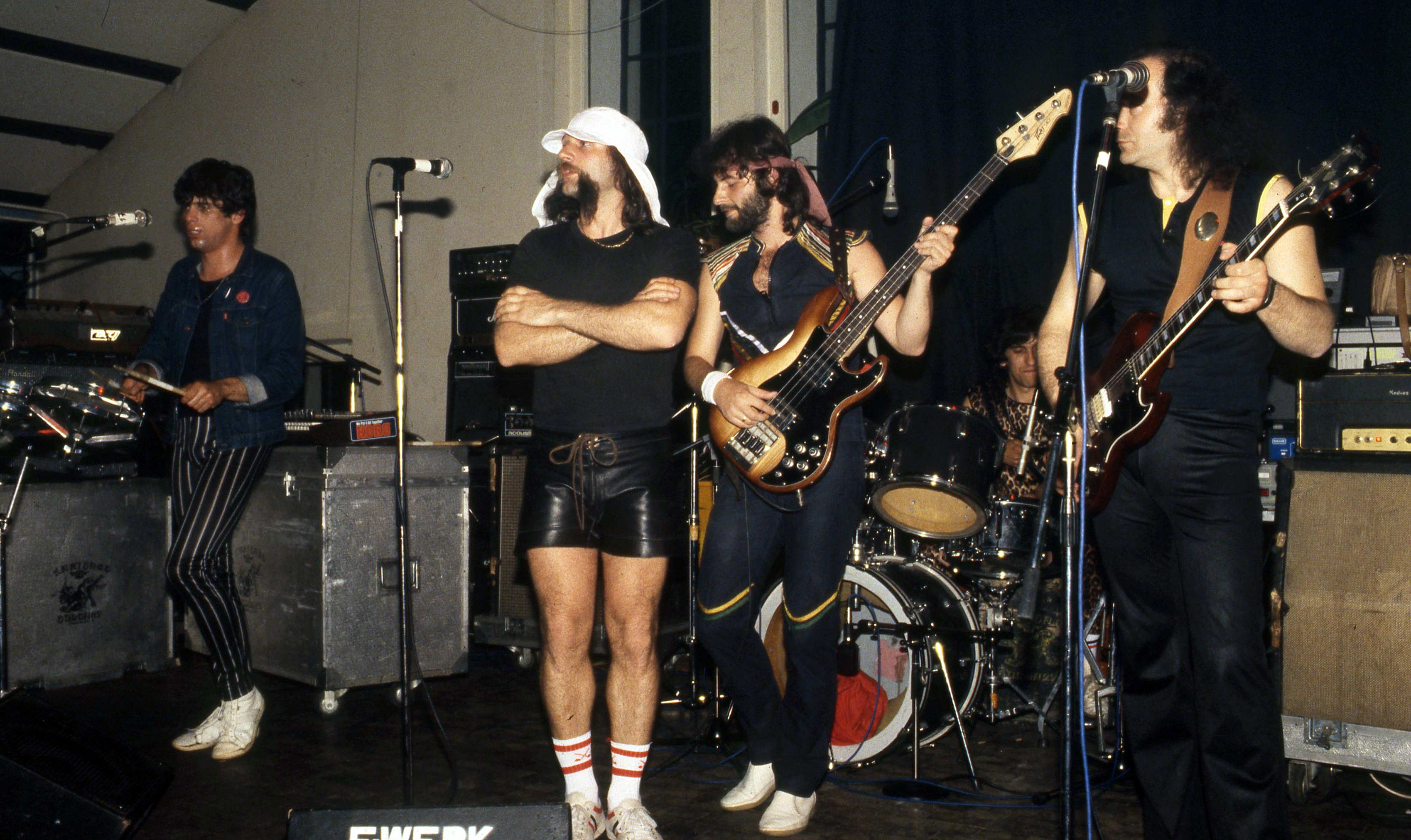
Az együttes 1984-ben

1985. április 27-én az újonnan épült városligeti szórakoztató központ, a Petőfi Csarnok a Karthago együttes koncertjével nyitott.
Az együttes 1985. május 1-jével beszüntette működését, dacára annak, hogy a magyar előadók nemzetközi fellépéseit szervező Interkoncert kevéssel korábban elvállalt egy közel 50 előadásból álló Szovjetunió-beli turnét a nevükben. A problémát kényszerből úgy oldották meg hogy az eredeti tagok helyett – akik akkor már éppen más zenekarokban játszottak –  a felvételeit velük közös stúdióban készítő, Varga Miklós által vezetett V. M. Band utazott ki a szovjet turnéra, Szigeti Ferenccel együtt, Karthago néven. A tagcserékről a magyar államvédelem is értesült („Dalos” fn. ügynök, vagyis Vikidál Gyula révén), de a szovjet fél, a Goszkoncert előre tájékoztatva lett a személyi változásokról és elfogadta így is a zenekart.
A zenekar tagjai a szünetelés ellenére továbbra is aktív muzsikusok és emellett jóbarátok is maradtak, valamennyien közismert személyiségek lettek, más, zenekarokban is játszottak, tévéztek, rádióztak, de a kapcsolatuk mindvégig megmaradt.
1990. május 1-jén a Karthago, a szünetelésük után 5 évvel, a Petőfi Csarnok kérésére ismét összeállt, valamennyi eredeti tag közreműködésével. A koncert, amelyet a Magyar Televízió és a Magyar Rádió is közvetített, óriási siker lett a budapesti Petőfi Csarnok szabadtéri színpadán, megdöntve minden addigi és azutáni nézőrekordot.[forrás?] A zenekar ezt követően ismét elkezdett együtt koncertezni, hiszen óriási volt irántuk az érdeklődés.
Néhány év múlva az együttes már a Budapest Sportcsarnokban lépett színpadra. A koncert nagyon jól sikerült, közel 15 000 néző volt tanúja a nagy visszatérésnek, amely óriási látványelemekkel, díszletekkel, korinthoszi oszlopokkal, tűzijátékkal, „ledér" táncosnőkkel megtűzdelve került bemutatásra, a Karthagótól mindig is megszokott módon. A hangulat végig hihetetlenül forró volt, a közönség szinte együtt élt a együttessel, közös éneklések, tízperces vastapsok tarkították a show-t. Felvételt készített a Magyar Televízió, amely a koncert után három héttel adásba is került.
A Hungaroton Records A Karthago él című dupla koncertalbumon, és ugyanilyen címmel videókazettán is megjelentette a hangversenyt.
2000. június 2-án a Petőfi Csarnok 15 éves jubileumi ünnepségére ismét a Karthago együttest kérték fel egy nagyszabású koncertre, mivel annak idején az együttes nyitotta meg a Pecsát, azaz a csarnokban az első magyar koncertet 1985-ben a Karthago adta. A jubileumi buli ismét fantasztikus volt, óriási tömeg és igazi „karthagós" hangulat volt. Az m1 televízió újból rögzítette a fellépést. A koncerten jelen voltak az osztrák-német Teldec kiadó munkatársai is, akik jelezték, hogy a Karthago új lemeze iránt és az azt követő turnékra jelentős érdeklődés lenne Németországban és Ausztriában is, ahol még ma is ismert és szeretett a legendás együttes.
Ezt követően már folyamatosan hallatott magáról a zenekar, 40-50 koncertet játszottak Magyarországon évente, különböző nagy fesztiválok záró produkciójaként és önállóan is, ismét óriási sikerrel. A sorozat folytatódott a 2000-es években is, többek között az alsóőrsi Harley Davidson Nemzetközi Motorostalálkozó záró gálaestjével, valamint további kifejezetten nagyszabású rockfesztiválokkal, és az év végén egy nagy budapesti lemezbemutató koncerttel.

### 2004– egy új korszak kezdete
Az együttes 2004 szeptemberében ünnepelte megalakulásának 25. évfordulóját – a zenekart eredetileg alkotó öt muzsikus 1979 őszén állt össze. A jubileum méltó megünneplésére az együttes komoly, összetett projekttel készült.
Elsőként 2004 június-július-augusztusában, 19 év után új stúdióalbumot készítettek (Valóságrock). A lemez 2004 szeptember 5-én jelent meg az EMI Zenei Kiadó gondozásában, és modern hangzású, kemény, igen erőteljes rockzenét tartalmazott, a Karthagótól megszokott igényes, dús, finoman cizellált hangszereléssel és a legendás ötszólamú vokállal.
A Karthagóra mindig jellemző volt a rendkívüli alaposság és a profi kidolgozottság, ezért a korábbiakhoz hasonlóan, erre az új albumra is több mint húsz friss szerzeményből választották ki a felkerült 9 szám, stúdiófelvételeik közel három hónapig tartottak a legendás törökbálinti "P" stúdióban.
Két bónuszdal is készült, a nemzetközi sikereket is elért Requiem, valamint a Karthago „himnusza”, az Apáink útján új, egészen különleges, vonós, szimfonikus, „unplugged” verziója.
Az album promóciójának része volt a Concert&Media által rendezett Karthago rockcirkusz – lemezbemutató koncert 2005 tavaszán, az SAP csarnokban. Ezt követően több hónapos országos turnéra indult az együttes.
A Karthago ezt követően a mai napig nagyon aktív zenekar, évente 40-50 nagykoncertet adnak idehaza, és a környező országokban is, Erdélyben, Szlovákiában és Ausztriában is. 2009-ben ismét a Budapest Arénában ünnepelték a 30 éves jubileumukat, óriási közönséggel és hatalmas sikerrel.
2019-re nagyon készültek a 40 éves jubileumi óriáskoncertre a Budapest Arénába, ahol méltó körülmények és hatalmas látványosságok közepette ünnepelték meg a negyven éve változatlanul együtt muzsikálás óriási örömét. A jubileum jegyében új lemez is megjelent, Együtt 40 Éve címmel, ami kevesebb, mint két hónap alatt bearanyozódott.
A 40 éves jubileumi koncert anyaga 2020 július 10-én jelent meg, kétféle (DVD, dupla DVD+ 2CD) formában.

## Jelenlegi tagok
- Szigeti Ferenc – gitár, ének, zenekarvezető (1978-85,1990,1997,2000-)
- Takáts Tamás – ének, dob, szájharmonika (1979-85,1990,1997,2000-)
- Gidófalvy Attila – billentyűk, ének, gitár (1978-85,1990,1997,2000-)
- Kocsándi Miklós – dob, ének (1979-85,1990,1997,2000, 2000-)
- Kiss Zoltán Zéro – basszusgitár, ének (1979-85,1990,1997,2000-)

## Ős-Karthago (1978-79)
- Szigeti Ferenc – gitár, ének, zenekarvezető
- Gidófalvy Attila – billentyűk, ének, gitár
- Losó László – basszusgitár, ének
- Fehér Lajos – dob, ének

## Albumok
- Apáink útján / A fények, a hangok, az árnyak (Kislemez, MHV Pepita, 1980)
- Karthago I. (1981 / 2004) (LP / remaster CD bónuszokkal)
- Requiem / Tagadás (Kislemez, Hungaroton-Start, 1982)
- 1...2...3...Start! – Popmajális (1982) (koncert) (LP B-oldala)
- Ezredforduló (1982) (LP / CD)
- Requiem (1983) (angol) (LP)
- Senkiföldjén (1984) (LP / CD)
- Oriental Dream (1985) (angol) (LP)
- Aranyalbum (1990) (válogatás) (LP)
- Best of Karthago (1993) (válogatás) (CD)
- Ramix! – Haminyó anyó (1997) (maxi) (CD)
- A Karthago él! (1997 / 2005) (koncert) (2CD / DVD)
- ValóságRock (2004) (CD)
- IdőTörés (2009) (CD)
- 30 éves jubileumi óriáskoncert (2010) (2CD / DVD)
- Együtt 40 éve! (2019) (LP/CD)
- Együtt 40 Éve!!! – Aréna Szuperkoncert 2019.04.13 (2020) (2CD / DVD)
- Máté Péter In Rock! (2022) (CD)

## Díjak
- Máté Péter-díj (2021)[7]
- Fonogram Életmű-díj (2025)